# مقسين
المُقْسِين هو حذاء مصنوع من جلد الأيل أو أيّ جلد ناعم آخر، يتكون من نعل (مصنوع من جلد غير «مشغول») وجوانب مصنوعة من قطعة واحدة من الجلد، مخيط معاً من الأعلى، وأحياناً مع رقعة (شريحة إضافية من الجلد).